# Magdalena Sybilla Hohenzollern
Magdalena Sybilla Hohenzollern (ur. 31 grudnia 1586 w Królewcu, zm. 12 lutego 1659 w Dreźnie) – księżniczka pruska, od śmierci szwagra elektora Krystiana II 23 czerwca 1611 księżna-elektorowa Saksonii.
Urodziła się jako najmłodsza córka księcia w Prusach Albrechta Fryderyka i jego żony księżnej Marii Eleonory.
19 lipca 1607 w Torgau poślubiła przyszłego elektora Saksonii Jana Jerzego I, owdowiałego po śmierci Sybilli Elżbiety Wirtemberskiej, zostając jego drugą żoną. Para miała dziesięcioro dzieci:
- syna (1608–1608)
- księżniczkę Zofię Eleonorę (1609–1671)
- księżniczkę Marię Elżbietę (1610–1684)
- księcia Krystiana Alberta (1612–1612)
- Jana Jerzego II (1613–1680), kolejnego księcia-elektora Saksonii
- Augusta (1614–1680), przyszłego księcia Saksonii-Weissenfels
- Chrystiana I (1615–1691), przyszłego księcia Saksonii-Merseburg
- księżniczkę Magdalenę Sybillę (1617–1668)
- Maurycego (1619–1681), przyszłego księcia Saksonii-Zeitz
- księcia Henryka (1622–1622)